# Nisida Palomeque
Nisida Palomeque, deportista colombiana de la especialidad de Halterofilia quien obtuvo una medalla de oro en Medellín 2010 y campeona de Centroamérica y del Caribe en Mayagüez 2010.

## Trayectoria
La trayectoria deportiva de Nisida Palomeque se identifica por su participación en los siguientes eventos nacionales e internacionales:

### Juegos Suramericanos
Fue reconocido su triunfo de sobrepasar la marca en los Juegos en 77 kg Hombres con una marca de 231.0 en los juegos de Medellín 2010.

#### Juegos Suramericanos de Medellín 2010
Su desempeño en la novena edición de los juegos, se identificó por obtener un total de una medalla:

- , Medalla de oro: 63 kg Mujeres

### Juegos Centroamericanos y del Caribe
Fue reconocido su desempeño como parte de la selección de  Colombia en los juegos de Mayagüez 2010.

#### Juegos Centroamericanos y del Caribe de Mayagüez 2010
Su desempeño en la vigésima primera edición de los juegos, se identificó por obtener un total de 3 medallas:

- , Medalla de oro: 63 kg Arrancada
- , Medalla de plata: 63 kg
- , Medalla de plata: 63 kg Envión